# De Pernas pro Ar (2010)
De Pernas pro Ar é um filme brasileiro de 2010, do gênero comédia, dirigido por Roberto Santucci e estrelado por Ingrid Guimarães e Maria Paula. Foi inicialmente produzido sob o título Sex Delícia, mas este foi posteriormente alterado após serem feitas pesquisas de opinião.
O filme teve uma pré-estreia no dia 25 de dezembro de 2010, com lançamento oficial em 31 de dezembro.
O filme teve uma sequência: De Pernas pro Ar 2, que estreou nos cinemas brasileiros no dia 28 de dezembro de 2012.

## Sinopse
Alice (Ingrid Guimarães) é uma mulher moderna e atribulada que a princípio só pensa em trabalho, dando pouca atenção à sua vida social. Depois de ser demitida e ainda abandonada pelo marido, Alice muda radicalmente quando conhece sua vizinha Marcela (Maria Paula), dona de uma pequena sex shop chamada Sex Delícia.
Alice resolve ajudar Marcela em seus negócios e com sucesso as duas conseguem fazer com que a Sex Delícia se torne uma grande rede de lojas. Mas, além disso, esse novo 'ramo' fará com que Alice aprenda a dar mais valor ao sexo e às pessoas e inclusive enxergar seu marido João (Bruno Garcia) com outros olhos.

## Elenco
| Ator/Atriz        | Personagem                |
| ----------------- | ------------------------- |
| Ingrid Guimarães  | Alice Segretto            |
| Maria Paula       | Marcela                   |
| Bruno Garcia      | João Segretto             |
| Denise Weinberg   | Marion                    |
| Antônio Pedro     | Sorriso                   |
| Cristina Pereira  | Rosa                      |
| João Fernandes    | Paulo Segretto (Paulinho) |
| Rodrigo Candelot  | Carlos                    |
| Flávio Pardal     | Jorge                     |
| Flávia Alessandra | Daniele                   |
| Michel Bercovitch | Joca                      |
| Charles Paraventi | Raul                      |
| Marcelo Saback    | Drag Queen                |
| Ada Chaseliov     | Dona Lourdes              |
| Larissa Bracher   | Denise                    |
| Marcos Pasquim    | Cliente do Sex Delícia    |
| Sérgio Rufino     | Rosendo                   |
| Ricardo Ferreira  | Pedreiro                  |

## Recepção
Carina Toledo em sua crítica para o Omelete disse que "De Pernas pro Ar traz uma premissa relativamente inusitada, considerando o espectro das comédias brasileiras. Seu roteiro, no entanto, é permeado por uma série de situações comuns ao gênero, que se salvam do fracasso total apenas pelo talento para comédia de Ingrid Guimarães, que faz rir sem parecer forçada."
Jader Santana para o Cinema com Rapadura disse, "Não existem novidades para se falar sobre os quesitos técnicos. Fotografia, direção de arte e trilha sonora não são fatores determinantes para a direção de Santucci e o roteiro de Marcelo Saback e Paulo Cursino. A plasticidade da iluminação, os recursos de câmera lenta e plano detalhe do rosto dos personagens, aliados à música burlesca, fazem 'De Pernas pro Ar' parecer o projeto ampliado de algum programa piloto exibido nos finais de ano na Rede Globo de Televisão."
Felipe Tostes para o Cineplayers disse que "é tão frustrante saber que o maior problema em 'De Pernas pro Ar' esteja exatamente na produção. (...) Cenas como a feira de produtos eróticos, que supostamente deveriam ser enormes, ficam tão pobres que não dá pra entender porque o roteiro não contornou isso. Isso somado a chuvas surgindo do nada, estacionamentos vazios, e até cenas fora de sincronia labial fazem com que um olhar mais apurado torça o nariz pro filme."